# Le 12 sedie
Le 12 sedie (in russo 12 стульев?) è un film del 1976 diretto da Mark Zacharov.

## Trama
Secondo il pubblico di appassionati di Zacharov, la sua trasposizione cinematografica del romanzo omonimo di Ill’if e Petrov si ispira al genere picaresco che è presente anche nella tradizione russa a partire dalle fiabe e dai detti che hanno come protagonista Ivan durak (Ivan lo Sciocco). In questo senso la coppia Mironov - Papanov è insuperabile nelle gag e nello stile recitativo naturale quanto preciso nei minimi particolari.
Andrej Mironov interpreta Ostap Bender uno scaltro truffatore un po’ pasticcione ma a suo modo affascinante. Entra in scena sulle note di un tango “O Rio De Janeiro!” città dei suoi sogni vestito alla Marsigliese e con un paio di baffetti alla Douglas Fairbanks e scarpe bicolore - senza calzini. Ippolit Matfeevic – ovvero Anatolij Papanov - è lo sprovveduto erede di una fortuna in diamanti nascosta in una delle dodici sedie appartenute alla suocera e ormai sparse per tutta la Russia a seguito di una vendita all’asta. I sogni di Ippolit sono invece orientati sulla Costa Azzurra e dominati dalla spumeggiante Cannes. Tante finezze del film vengono colte più facilmente da chi conosce il romanzo ma lo spirito interlocutorio lettore - autore - personaggi è trasmesso allo spettatore dall'impiego di una voce fuoricampo che sottolinea con effetto a volte comico varie situazioni.
Durante l’estenuante e rocambolesca ricerca i due strambi amici si imbattono continuamente in altri furfanti e imbroglioni e come risultante si ottiene una felice accolita di caratteristi e grandi attori che interpretano personaggi truffaldini nelle più fantasiose varianti.
Uno di questi è Padre Fëdor che avendo confessato la moribonda era venuto a conoscenza del tesoro e comincia una ricerca parallela.
Padre Fëdor è interpretato da Rolan Bykov.